# ヴォルムス

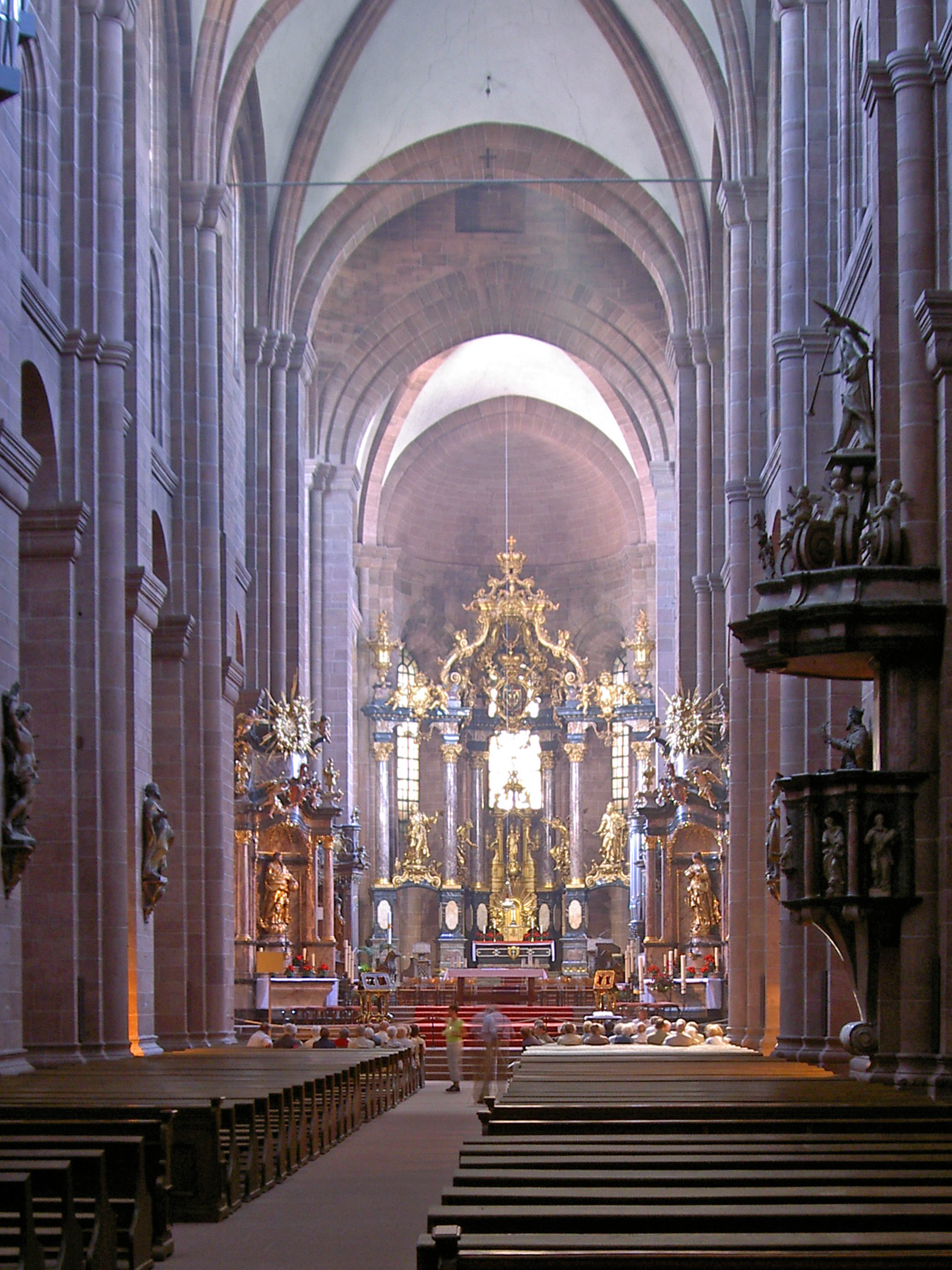
ヴォルムス大聖堂の内部

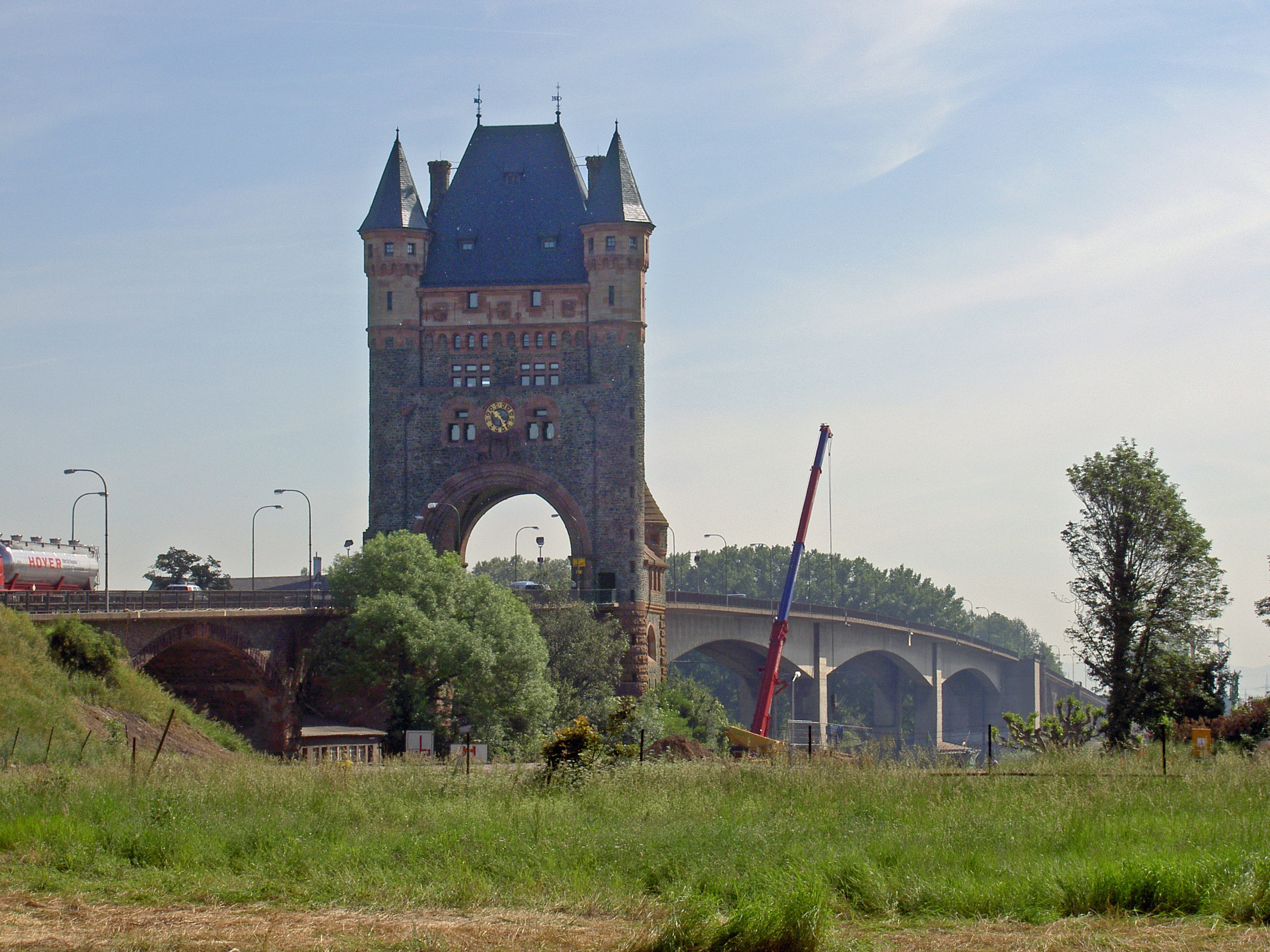
ニーベルンゲン橋

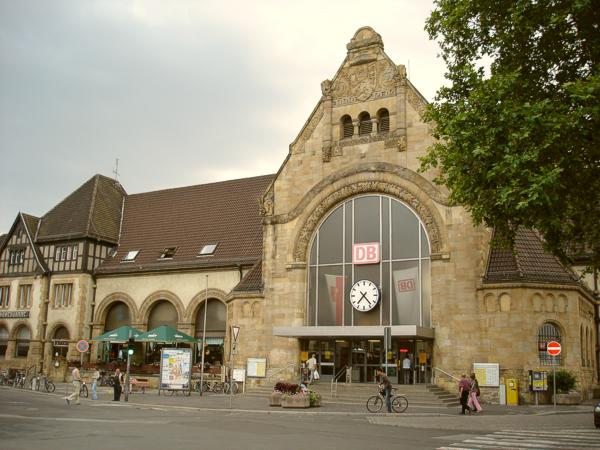
ヴォルムス中央駅

ヴォルムス（標準ドイツ語：Worms）は、ドイツ連邦共和国の都市。ラインラント＝プファルツ州に属する。宗教改革に際して、マルティン・ルターを帝国追放刑にすることを決定した帝国議会が開催された地としても知られる。街のヴォルムス大聖堂は、ロマネスク建築の代表的な建造物である。かつてはヴォルムスガウ(Wormsgau)とも呼ばれていた。

## 地勢・産業
ライン川の左岸に位置する。アウトバーンの61号線が街を通過し、近くで6号線と交差する。ワインの醸造などが盛ん。ヴォルムス大聖堂など歴史的な建造物があり観光客も集める。近隣の都市としては、約40キロ北にマインツ、60キロ北東にフランクフルト・アム・マイン、20キロ南にマンハイムが位置している。
住民構成は、中部ドイツ語のうちプファルツ語に属するクーアプファルツ語を言語とする話者が多い。

## 歴史

### 古代
Wormsという地名は、ローマ帝政期の文書に言及される、ケルト人の集落名Borbetomagusに由来する。2世紀以降、それと並んで、この地の公式名Civitas Vangionum が出現する。これは、カエサルによって征服され、この地に移住させられた、ゲルマン民族の一部族に因む名であった。以後この地は、平和的発展を続けたが、 リーメスが破壊され、アラマン人によるライン右岸の占領（3世紀後半）によってこの地がローマ帝国の国境地帯になるに及んで、その発展は止まった。 アラマン人の攻撃を防ぐために防壁が築かれ、Legio II Flaviaの一部隊が置かれた。5世紀初め、ライン国境地が崩壊した後、413年 ブルグント人の国が生まれた。この国は435年/436年Aëtiusとフン族によって滅ぼされた。同時代の文献には国の首都の名が挙げられていないが、英雄伝説やそれを基につくられたニーベルンゲンの歌を始めとする物語がそれをヴォルムスとしているのは、確かな伝承によったからであろう。同国の滅亡を生き延びた人々は、443年’Sapaudia’（サヴォワ）に移住させられた。この地はアラマン人が支配したが、496年かれらはフランク族に屈服し、ライン川上流地帯に後退した 。

### 中世
4世紀半ば以降司教座が設置されたと思われるが、メロヴィング朝時代のヴォルムスについては、確たる証拠となる文物はほとんどない。「7、8世紀のフランク〔王国〕の行政においては、ヴォルムスは属州上ゲルマニアのかつての中心地〔マインツ〕をしのぐ地位を占めていた」。カール大帝時代、アーヘンとヴォルムスは大帝の「お気に入りの滞在地であり、・・・、玉座 regnum の主要な所在地 sedes principales」であった。10世紀になると王権の後援のもとに司教による都市支配が確立した。司教ブルハルト（Burchard; 1000-1025）は都市君主として大聖堂の新築（1018年献堂式）や荘園法の制定による治安の確保等に尽力した。市民層も政治力をつけていき、叙任権闘争においては、皇帝側に立った。皇帝ハインリヒ4世を支持し、ヴォルムス司教を一時都市から追放した市民は、1074年皇帝から代償として関税特権を獲得した。このヴォルムス市民の闘争は、同年大司教と衝突したケルン市民のモデルになった。38人のドイツ司教のうち24人がハインリヒ4世の招集に応じた 1076年のヴォルムス公会議では、グレゴリウス7世の廃位が宣言されている。1150年頃以降、市と王権との関係は深まり、フリードリヒ1世の時代には、市は実質的に、司教・王の二元支配下にあった。1200年頃には市参事会が形成され、市章も存在するようになる。13世紀、「市民は司教の長期の不在のあいだに、市民自治のシンボルとして市庁舎を建て、それを世界でもっとも美しい建物だと自慢した」。しかし、その敷地が皇帝用地であったので、司教側についていた皇帝は、市庁舎を司教に引き渡すように命令した。市民は自ら「市民の城」を焼き払った。1232年5月2日のことであった。
1254年結成のライン都市同盟において指導的役割を演じた。
1273年 ルドルフ・フォン・ハプスブルクによって帝国直属を承認されている。この頃には市史の編纂も行われている。市民層の指導権は、門閥とツンフトによって争われ、一方、市は聖職者と対立した。市に対する支配で主導権を争ったのは、王権、司教、帝領伯（Pfalzgraf）であったが、1500年頃、市は王権との深い関係を利用し、後者2権力の干渉を撥ねつけた。
この市の発展に貢献したユダヤ人の居住は、10世紀半ば以降であるが、1034年以前にシナゴーグが建設されている。しかし、第1回十字軍に関連してこの地でもユダヤ人迫害が発生している。12世紀には再びシナゴーグ等が建設されたが、1348年のペストの後の迫害（1349年）にユダヤ人は苦しめられた。1353年には再移住があったが、法的地位は落とされていた。1500年頃のユダヤ人人口は約250人であった。
経済面では、ワイン生産と商業によって栄えた。
764年以後、近代に至るまで フランク王国・東フランク王国・神聖ローマ帝国の王・皇帝によって、1122年の、叙任権闘争を終結させた ヴォルムス協約の帝国会議や 1495年マクシミリアン1世の、永久平和宣言（das ewige Reichslandfriede）と帝国最高法院（Reichskammergericht）設置を決定した帝国会議等、重要な会議がたびたび開催された。

### 近代以降
1521年の帝国議会では、宗教改革の推進者であるマルティン・ルターが帝国追放刑となっている。17世紀の三十年戦争、プファルツ継承戦争で街は荒廃し、その後もナポレオン戦争などに巻き込まれ衰退していった。ウィーン体制下ではヘッセン大公国の支配下におかれた。産業革命が進展する中で、荒廃したヴォルムスは徐々にその勢力を回復した。第二次世界大戦では激しい攻撃を受け、街の大部分が破壊された。

## ニーベルンゲンの歌
「ニーベルンゲンの歌」は、「元来は独立していたズィークフリート伝説の歌謡と、ブルグント滅亡の歌謡とを、夫婦愛と配偶者の仇討という主要テーマによって、内面的に関連づけるとともに、形式的にも宮廷叙事詩にふさわしいものとして」完成された、「中世ドイツ文学の民族的英雄叙事詩のうちで、質量ともに最高の作品」である。この壮大な作品の前編の舞台が、ヴォルムスである。同作品は1200年頃に成立したとされる。リヒャルト・ヴァグナーの楽劇『ニーベルンゲンの指輪』の素材としても用いられた。

## ユダヤ人

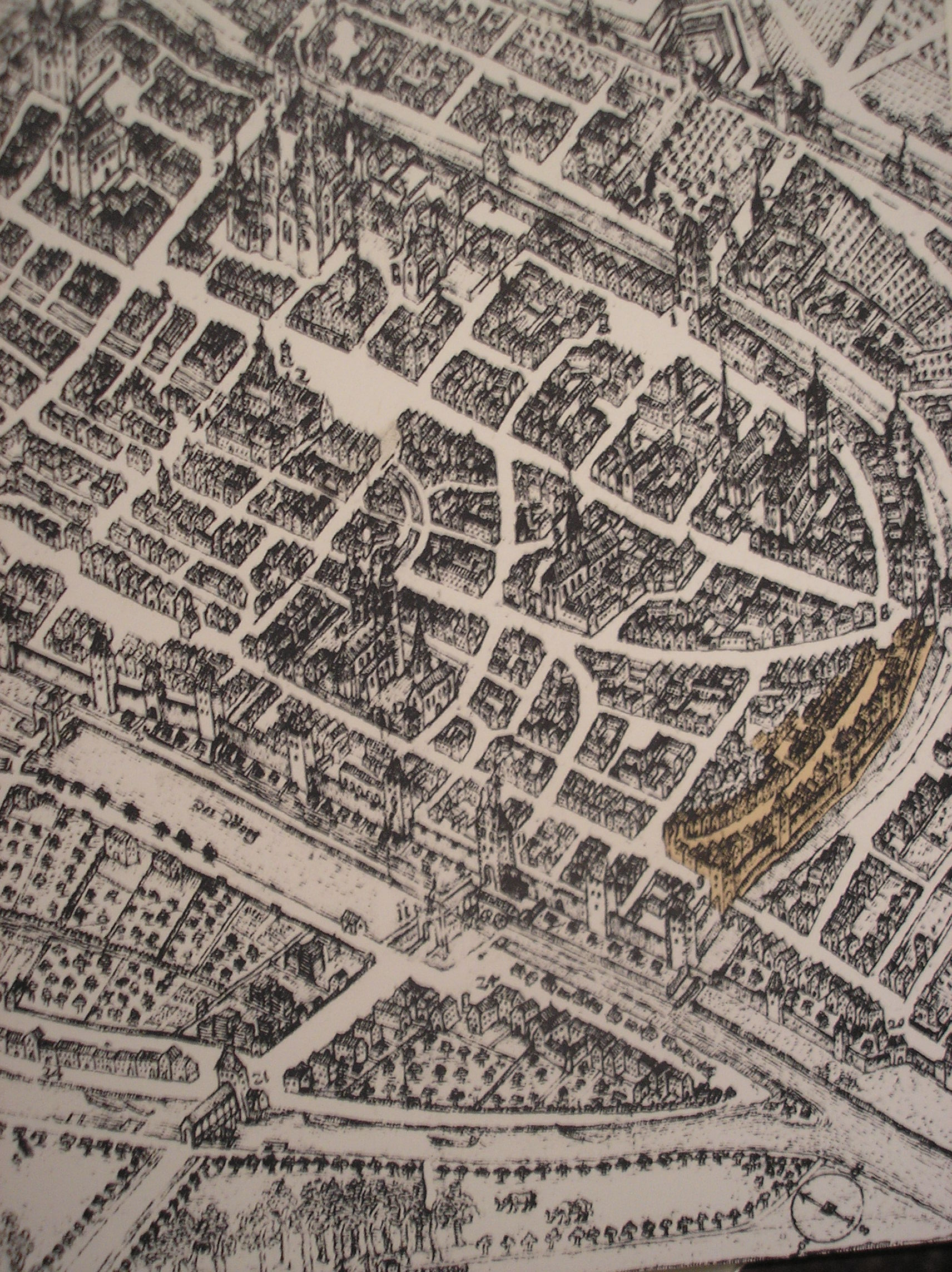
1630年のヴォルムスの古地図。黄色く塗られたところがゲットー

ユダヤ教徒とも関連が深い街であり、12世紀半ばにシナゴーグが建てられた。ドイツ最初のユダヤ人墓地もヴォルムスのものとされる。12世紀から13世紀にかけて、ヴォルムス出身のタルムード学者・ヴォルムスのエレアザールが活躍した。
シュパイアー、ヴォルムスとマインツのユダヤ人コミュニティ遺跡群は2021年に世界遺産に登録された。ヴォルムス市内からはヴォルムスシナゴーグとヴォルムスユダヤ人墓地の2か所が登録されている。

### 世界遺産の登録基準
この世界遺産は世界遺産登録基準のうち、以下の条件を満たし、登録された（以下の基準は世界遺産センター公表の登録基準からの翻訳、引用である）。
- (2) ある期間を通じてまたはある文化圏において、建築、技術、記念碑的芸術、都市計画、景観デザインの発展に関し、人類の価値の重要な交流を示すもの。
- (3) 現存するまたは消滅した文化的伝統または文明の、唯一のまたは少なくとも稀な証拠。
- (6) 顕著で普遍的な意義を有する出来事、現存する伝統、思想、信仰または芸術的、文学的作品と直接にまたは明白に関連するもの（この基準は他の基準と組み合わせて用いるのが望ましいと世界遺産委員会は考えている）。

## 主な出身者
- ヨハン・ニコラウス・ゲッツ（1721年 - 1781年）
アナクレオン派のドイツ人詩人。「あるヴォルムス人の詩の習作」などの作品で知られる。
- ジェームズ・ローブ
- ティモ・ヒルデブラント

## スポーツ
VfRヴォルマティア・ヴォルムス（VfR Wormatia Worms）が、ヴォルムスを本拠地とするサッカークラブチームである。一時期はサッカー・ブンデスリーガ2部に属していたが、オーバーリーガ（4部）にまで降格してしまった。

## 姉妹都市
ヴォルムスは以下の姉妹都市を有している：
- オセール（フランス共和国）
- バウツェン（ドイツ連邦共和国）
- モービル（アメリカ合衆国）
- パルマ（イタリア共和国）
- セント・オールバンズ（イングランド）
- ティベリア（イスラエル国）

## ギャラリー
- ヴォルムス大聖堂
- ヴォルムス大聖堂
- 水道塔
- ニーベルンゲン博物館
- ハイルスホフ庭園
- ニーベルンゲン橋
- セント・マーティンズ・チャーチ